# DTDP-3-amino-3,6-didezoksi-alfa-D-galaktopiranoza N,N-dimetiltransferaza
DTDP-3-amino-3,6-didezoksi-alfa--galaktopiranoza -dimetiltransferaza (EC 2.1.1.236, RavNMT) je enzim sa sistematskim imenom S-adenozil--metionin:dTDP-3-amino-3,6-didezoksi-alfa--galaktopiranoza 3-N,N-dimetiltransferaza. Ovaj enzim katalizuje sledeću hemijsku reakciju
2 -adenozil--metionin + dTDP-3-amino-3,6-didezoksi-alfa--galaktopiranoza {\displaystyle \rightleftharpoons } 2 S-adenozil-L-homocistein + dTDP-3-dimetilamino-3,6-didezoksi-alfa--galaktopiranoza
Ovaj enzim učestvuje u sintezi dTDP-D-ravidozamina, amino šećerne komponente antibiotika ravidomicina V, koji proizvodi bakterija Streptomyces ravidus.

## Literatura
- Nicholas C. Price; Lewis Stevens (1999). Fundamentals of Enzymology: The Cell and Molecular Biology of Catalytic Proteins (Third изд.). USA: Oxford University Press. ISBN 019850229X.
- Eric J. Toone (2006). Advances in Enzymology and Related Areas of Molecular Biology, Protein Evolution (Volume 75 изд.). Wiley-Interscience. ISBN 0471205036.
- Branden C; Tooze J. Introduction to Protein Structure. New York, NY: Garland Publishing. ISBN 0-8153-2305-0.
- Irwin H. Segel. Enzyme Kinetics: Behavior and Analysis of Rapid Equilibrium and Steady-State Enzyme Systems (Book 44 изд.). Wiley Classics Library. ISBN 0471303097.
- William P. Jencks (1987). Catalysis in Chemistry and Enzymology. Dover Publications. ISBN 0486654605.

## Spoljašnje veze
- DTDP-3-amino-3,6-dideoxy-alpha-D-galactopyranose+N,N-dimethyltransferase на 